# 二丁目の未亡人は、やせダンプといわれる凄い子連れママ
『二丁目の未亡人は、やせダンプといわれる凄い子連れママ』（にちょうめのみぼうじんはやせダンプといわれるすごいこづれママ）は、1976年3月20日から同年5月8日まで日本テレビ系列の『グランド劇場』で放送されたテレビドラマである。

## 概要
結婚した途端、夫を交通事故で失った「やせダンプ」こと風間信子が、先妻の子供・洋一と共に上京して、明るくたくましく生きていく。
それまでのドラマには無かった、やたらに長いタイトルが目立ち、以後1977年5月開始の『魔女と呼ばれる占い師は自己革命を夢みてた』まで「長いタイトルシリーズ」が続く（1977年1月1日放送の元日特別版『新春大吉』は除く）。なお小学館発行のコロタン文庫「日本なんでもナンバー1」（1980年頃発行）においては「日本一題名の長いテレビドラマ」として紹介されていた。

## 出演
- 風間信子：浅丘ルリ子
- 中川洋一：伊藤洋一
- 中川妙子：中原早苗
- 中川九助：石立鉄男 - 妙子の弟
- 勢田はな江：南美江 - スーパー「プラザ・ブラザー」社長
- 勢田一郎：山﨑努（特別出演） - はな江の長男、「プラザ・ブラザー」専務
- 勢田良次：原田芳雄 - はな江の次男、「プラザ・ブラザー」常務
- 仁木町子：桃井かおり
- 杉沢（医師）：長谷川哲夫
- 杉沢由江：斎藤美和 - 杉沢の姉
- バク：新野加代子 - 「プラザ・ブラザー」の店員
ほか

## スタッフ
- 主な脚本：清水邦夫
- 主な演出：石橋冠
- 主なプロデューサー：早川恒夫
- 音楽：坂田晃一

## 主題歌
主題歌「目覚めた時には晴れていた」
- 作詞：阿久悠／作編曲：坂田晃一／歌：伝書鳩

副主題歌「一人より二人の方が」
- 作詞：荒木とよひさ／作曲：坂田晃一／編曲：羽田健太郎／歌：伝書鳩

## 参考資料
- テレビドラマデータベース

| 日本テレビ系 グランド劇場 | 日本テレビ系 グランド劇場                              | 日本テレビ系 グランド劇場                            |
| 前番組                    | 番組名                                                 | 次番組                                               |
| ------------------------- | ------------------------------------------------------ | ---------------------------------------------------- |
| 男なら                    | 二丁目の未亡人は、 やせダンプといわれる 凄い子連れママ | 五丁目に咲いた恋は、 絶対に結ばれないと 人々は噂した |